# Espère
Espère é uma comuna francesa na região administrativa de Occitânia, no departamento de Lot. Estende-se por uma área de 6,31 km². Em 2010 a comuna tinha 1 070 habitantes (densidade: 169,6 hab./km²).